# Jade Starr

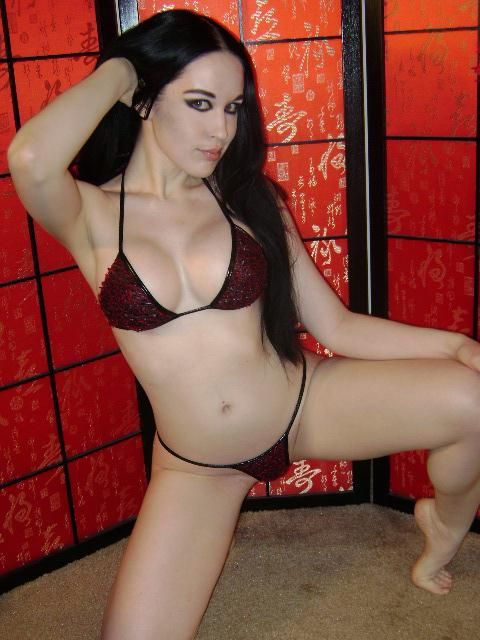
Jade Starr

Jade Starr (Columbus, Georgia, 1981. szeptember 14. –) amerikai pornószínésznő.
Kisvárosban nőtt fel, majd Los Angelesben kezdett modellkedni. Jelentős cégekkel dolgozott együtt, mint Hustler, VCA, Club Jenna, Penthouse, Adam and Eve, Andrew Blake. Csillag tetoválása van a bal bicepszén, ördögi alak jobb bicepszén, színes csillag farokcsontjánál. Alsó ajkában és köldökében van piercing.

## Válogatott filmográfia
| - 2012 A Big Tit Christmas 3 - 2012 The Cool Crowd - 2012 Share the Load 5 - 2012 Drive Me Crazy - 2012 Water World: Underwater Sex - 2012 Shopping for Sex - 2012 Invading My Privacy - 2012 Titties -n- Lace - 2012 Private Gold 127: A Ship E-Rect | - 2011 Private Blockbusters 7: Mission Asspossible - 2011 Big Breast Nurses 7 - 2011 Gym Rats Orgy 2011 Slutty & Sluttier 15 - 2011 Four Eyed Fuck Fest - 2011 Grindhouse XXX - 2011 Badass School Girls 5 - 2011 Knockers Out - 2011 Sleazy Riders - 2011 Neighborhood Swingers 5 |